# 尹信榮
尹信榮（윤신영，1987年5月22日—），韩国足球运动员，现效力于中国足球超级联赛球队江苏舜天。

## 俱乐部生涯
2009年，尹信荣通过选秀加入K联赛球队大田市民，开始职业足球生涯。2010年，他因服役而加盟光州尚武。2011年9月21日，他回到大田市民，2012年1月自由转会加盟慶南FC。
2014年2月7日，中国足球超级联赛球队江苏舜天宣布和尹信荣签约三年。
2015年1月20日，他再次回到大田市民。